# Senaat-Ahlhaus

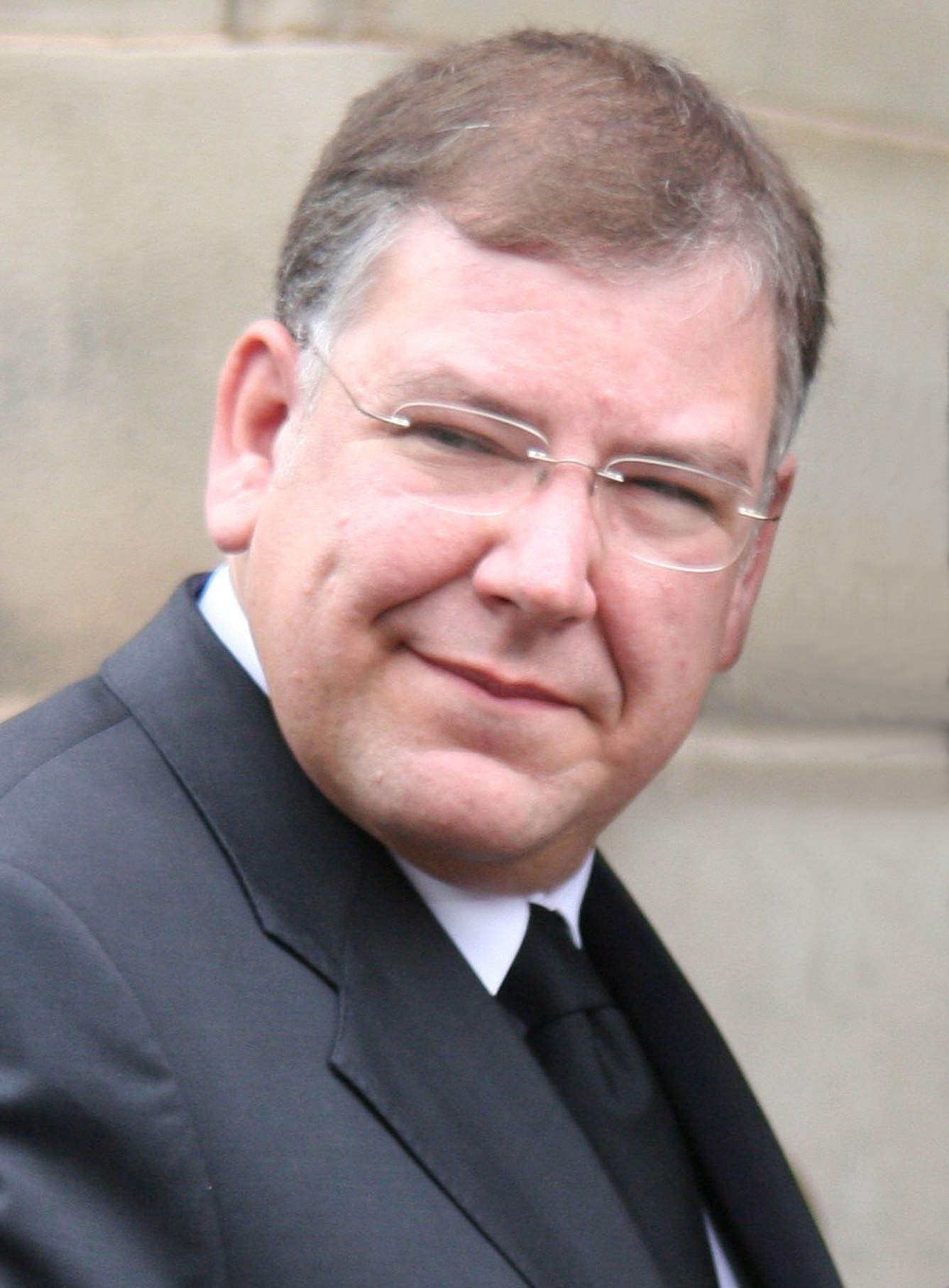
Eerste Burgemeester Christoph Ahlhaus

De Senaat-Ahlhaus was van 25 augustus 2010 tot 7 maart 2011 de landsregering van de Vrije en Hanzestad Hamburg. Eerste Burgemeester en president van de Senaat was Christoph Ahlhaus. De regering was een coalitie van de Christlich Demokratische Union (CDU) en de Grün-Alternative Liste (GAL).
De Senaat-Ahlhaus was in feite een doorstart van de voorgaande Senaat-Von Beust III, die sinds 2008 aan de macht was en onder leiding stond van CDU-burgemeester Ole von Beust. Toen Von Beust in augustus 2010 voortijdig opstapte, volgde zijn partijgenoot Ahlhaus hem op. De meeste bewindspersonen bleven in eerste instantie aan, maar in november 2010 besloot de Grün-Alternative Liste (de Hamburgse afdeling van Bündnis 90/Die Grünen) uit de coalitie te stappen na meerdere aanvaringen met Ahlhaus. In de aanloop naar nieuwe verkiezingen werden hun regeringsfuncties overgenomen door de overgebleven CDU-politici. De verkiezingen vonden plaats op 20 februari 2011. Hierbij kreeg de CDU een fors verlies te incasseren, waarmee de partij (na tien jaar regeren) veroordeeld werd tot de oppositie. Op 7 maart 2011 werd de Senaat-Ahlhaus opgevolgd door de Senaat-Scholz I onder leiding van SPD-burgemeester Olaf Scholz.

## Samenstelling
| Senaat-Ahlhaus 25 augustus 2010 – 7 maart 2011                    | Senaat-Ahlhaus 25 augustus 2010 – 7 maart 2011                         | Senaat-Ahlhaus 25 augustus 2010 – 7 maart 2011 |
| Ambt                                                              | Persoon                                                                | Partij                                         |
| ----------------------------------------------------------------- | ---------------------------------------------------------------------- | ---------------------------------------------- |
| Eerste Burgemeester / President van de Senaat                     | Christoph Ahlhaus                                                      | CDU                                            |
| Tweede Burgemeester                                               | Christa Goetsch (tot 29 november) Dietrich Wersich (vanaf 30 november) | GAL CDU                                        |
| Sociale Zaken, Familie, Volksgezondheid en Consumentenbescherming | Dietrich Wersich                                                       | CDU                                            |
| Onderwijs, Beroepskeuze en Vervolgonderwijs                       | Christa Goetsch (tot 29 november) Dietrich Wersich (vanaf 30 november) | GAL CDU                                        |
| Binnenlandse Zaken                                                | Heino Vahldieck                                                        | CDU                                            |
| Stadsontwikkeling en Milieu                                       | Anja Hajduk (tot 29 november) Herlind Gundelach (vanaf 30 november)    | GAL CDU                                        |
| Economische Zaken en Arbeid                                       | Ian Karan                                                              | partijloos                                     |
| Wetenschappen en Onderzoek                                        | Herlind Gundelach                                                      | CDU                                            |
| Financiën                                                         | Carsten Frigge (tot 29 november) Herlind Gundelach (vanaf 30 november) | CDU                                            |
| Justitie                                                          | Till Steffen (tot 29 november) Heino Vahldieck (vanaf 30 november)     | GAL CDU                                        |
| Cultuur, Sport en Media                                           | Reinhard Stuth                                                         | CDU                                            |